# Крызль, Крыштоф
Крыштоф Крызль (чеш. Kryštof Krýzl, род. 12 октября 1986 года, Прага, Чехословакия) — чешский горнолыжник, участник четырёх Олимпийских игр и 9 чемпионатов мира. Специализируется в слаломных дисциплинах.
В Кубке мира Крызль дебютировал в 2005 году, в декабре 2008 года первый и пока единственный раз в своей карьере попал в десятку лучших на этапе Кубка мира, в комбинации. Кроме этого, имеет на своём счету более 10 попаданий в тридцатку лучших. Лучшим достижением в общем зачёте Кубка мира, является для Крызля 76-е место в сезоне 2008/09. В Кубке Европы выиграл один этап в гигантском слаломе в ноябре 2009 года в Финляндии, ещё несколько раз был призёром.
На Олимпиаде-2006 в Турине, показал следующие результаты: стал 20-м в комбинации, 34-м в супергиганте, в слаломе и гигантском слаломе не финишировал.
На Олимпиаде-2010 в Ванкувере, стартовал в четырёх дисциплинах: скоростной спуск — 40-е место, комбинация — 17-е место, гигантский слалом — 23-е место, слалом — дисквалифицирован.
На Олимпийских играх 2014 года занял 19-е место в суперкомбинации, в слаломе и гигантском слаломе не сумел финишировать.
За свою карьеру участвовал в девяти подряд чемпионатах мира (2005—2021), лучший результат — 8-е место в слаломе на чемпионате мира 2009 года во французском Валь-д’Изере.
Использует лыжи и ботинки производства фирмы Atomic.